# 부양구 (여진)
부양구(布揚古, ᠪᡠᠶᠠᠩᡤᡡ Buyanggū, ?-1619)는 여허나라씨(葉赫那拉氏)로, 부자이(Bujai, 布寨)의 아들이자 마지막 여허(Yehe, 葉赫) 서성버일러(西城貝勒)이다.

## 생애
1593년, 버일러 자리를 물려받은 후, 동성버일러(東城貝勒) 긴타이시(Gintaisi, 金台吉)와 함께 여허를 분할 통치하였다. 즉위 초, 부양구는 여동생 동고(Donggo, 東哥, 일명 북관로녀北關老女)의 혼사에 난처해 하였다. 1597년, 누르하치와의 결혼을 허락하였으며, 울라(Ula, 烏拉), 호이파(Hoifa, 輝發), 하다(Hada, 哈達)와 누르하치가 삽혈(歃血) 맹세를 하였다. 그러니 오래지 않아 맹세를 저버리고 몽골인과의 혼사를 결정하였고 다시 울라의 부잔타이(Bujantai, 布占泰)와의 결혼을 하게 하였다. 1615년, 몇 번 결정을 번복한 후, 결국 몽골 칼카(喀爾喀) 버이하다르한(貝哈達爾漢) 버일러의 아들 망굴타이(莽古爾岱)와의 결혼을 허하였다.
만력(萬曆) 47년(1619), 명(明) 조정은 사르후 전투(薩爾滸之戰)를 발동하였고, 여허는 명의 동맹군이 되어 함께 후금(後金) 원정에 나섰으나 명군은 대패하였다. 같은해, 후금 한(汗) 누르하치(Nurhaci, 努爾哈赤)는 승리의 기세를 가지고 여허로 진격하였다. 여허버일러 긴타이시와 부양구는 동성과 서성을 지키고 있었다. 누르하치는 어이두(Eidu, 額亦都)를 거느리고 동성을 포위했고, 다이샨(Daišan, 代善) 등은 서성을 포위했다. 며칠 후, 누르하치는 흙을 파고 동성을 공격하여 함락하였고, 긴타이시는 사망하였다. 부양구는 동성의 함락 소식을 듣자 동생 부르항구(布爾杭古)와 함께 사신을 보내어 항복을 청하였고, 아울러 다이샨에게는 맹약을 하고 죽이지 않을 것을 청하였다. 다이샨은 동의하였고, 부양구와 그 모친은 함께 맹세하였고, 마침내 투항을 결심하였다. 그러나 부양구는 누르하치를 인견한 후에 교살당하였다. 전하는 말에 의하면 부양구가 죽기 전에 '우리 자손은 여자 한 명을 남겼지만 반드세 만주를 뒤집을 것이다(吾子孫雖存一女子, 亦必覆滿洲)'라고 저주하며 죽었다고 한다.
동생 부르항구는 팔기(八旗)를 정한 후 정홍기(正紅旗)에 예속되었으며, 삼등부장(三等副將)에 제수되었다.
만력제(萬曆帝)는 여허성 함락 소식을 듣고 급사중(給事中) 요종문(姚宗文)에게 직접 새외(塞外)로 나가서 여허의 자손을 찾아 위무할 것을 지시하였다. 또한 한 명 대신은 긴타이시와 주양구를 위해 사당을 지을 것을 주청하였다.